# Джулиет Бърк
Д-р Джулиет Бърк (на английски: Juliet Burke) (по баща Карлсън), е една от главните героини в сериала „Изгубени“. Ролята се изпълнява от Елизабет Мичъл. Героинята е представена в първия епизод от третия сезон на сериала. Тя умира в премиерата на шестия сезон, поради задълженята на Мичъл в новия ѝ сериал „Посетителите“. В българския дублаж Джулиет се озвучава от Милена Живкова, от Поля Цветкова-Георгиу в дублажа на четвърти сезон на AXN и от Златина Тасева в пети и шести сезон на AXN.

## Биография на героинята

### Преди пристигането ѝ на острова
Преди да дойде на острова, д-р Джулиет Бърк живее в Маями в близост до апартамента на сестра си Рейчъл. Джулиет работи за бившия си съпруг Едмънд Бърк като специалист по оплождане в университета в Маями. Джулиет провежда нелегално експериментално лечение на сестра си. Рейчъл е стерилна – репродуктивната ѝ система е разрушена от химиотерапия, на която се е подлагала. Джулиет се опитва да възстанови плодовитостта на сестра си.
През 2001 получава примамливо предложение за работа. Заявявайки, че бившият ѝ съпруг никога не би я оставил да замине, Джулиет на шега казва, че не би могла да приеме работата, освен ако не го блъсне автобус. Когато Джулиет се връща в дома си, сестра ѝ ѝ разкрива, че е бременна, което подтиква Джулиет да намери и съобщи на Едмънд за това. След като научава новината, той за момент стъпва на улицата, и точно тогава е ударен от автобус. Едмънд умира от нараняванията, а представителят на команията, която предлага работа на Джулиет, Ричард Алпърт, се появява в моргата заедно с Итън Ром. Те изказват съболезнованията си и отново я молят да се присъедини към тяхната компания. Джулиет приема. Малко след това, ракът на Рейчъл е в ремисия.
Когато Джулиет пристига в компанията в очакване да започне новата си кариера, е изненадана от прекалените мерки за сигурност. Тя дори не знае къде точно се намира мястото, където ще работи. Джулиет е качена на бус и закарана до аеродрум, където Ричард Алпърт ѝ дава чаша портокалов сок, където признава, че е сложил успокоително. Когато Джулиет изразява недоволството си, Ричард казва, че нейният опит като специалист по оплождането, особено чудотворното лечение на сестра ѝ, е причината тя да бъде наета. Той ѝ обещава, че на острова ще попадне на неща, за които може само да сънува. Джулиет изпива портокаловия сок и бързо изпада в безсъзнание.

### След пристигането ѝ на острова, преди самолетната катастрофа
Джулиет се събужда завързана на борда на подводницата на Другите. Освободена е от Итън, и така се озовава на острова и среща Бен. Седмица след пристигането си на острова в средата на септември 2001 г., тя започва терапия при психолога на Другите д-р Харпър Станхоуп. Първата им дискусия е прекъсната, когато Бен ѝ показва новообзаведената ѝ къща в Казармите. Джулиет го оценява, но казва, че няма нужда, след като ще бъде на острова само шест месеца. Бен не обръща внимание на казаното от нея. По-късно, в Щабът, тя среща Гудуин, които се опитва да намери мехлем за химическо изгаряне на ръката си. По-късно става ясно, че Гудуин е отчужденият съпруг на Харпър.
В продължение на три години, тя лекува бременни жени по заповеди на Бен, но винаги резултатът е фатален. В същото време, Джулиет започва романтични отношения с Гудуин. Тя обезокоражена от липсата на резултати, но е принудена да остане на острова „докато работата ѝ не е приключена“. Джулиет иска да се върне при сестра си Рейчъл, но Бен разкрива, че ракът ѝ се е върнал, и вероятно ще бъде мъртва преди Джулиет да се върне. Въпреки това, той ѝ обещава, че ако остане, ще излекува рака на Рейчъл. Тя приема, но става подозрителна относно Бен когато открива тумор на гръбнака му на една рентгенова снимка. Тя го обвинява в лъжа, тъй като ѝ е казал, че на острова никой не може да хване рак. През сълзи го моли да се върне при сестра си, за която вярва, че умира и никога няма да бъде излъкувана, но Бен отказва да я пусне.
След това, Джулиет вече няма същото уважение към Бен както останалите от Другите. В деня на катастрофата, смутената подготвя да води литературен клуб когато е посетена от Амелия. Точно когато е напът да ѝ покаже съдържанието на скрития плик, останалите от клуба пристигат. Малко след това, полет 815 катастрофира и самолетът пада на острова. Джулиет и останалите от Другите са свидетели как самолетът се разцепва във въздуха.

### След катастрофата
След като изпраща Итън и Гуудуин да изследват катастрофата, Бен води Джулиет при Михаил, който прави жива сателитна връзка със Северна Америка, където сестра ѝ, във видимо добро състояние, играе с вече две годишния си син Джулиан. Джулиет се разплаква неудържимо и умолява Бен да я пусне да се прибере вкъщи, но той отново отказва.
Няколко седмици по-късно, Бен кани Джулиет в неговата къща, под претекст вечерно парти, което обаче се оказва среща между двамата. Джулиет пита Бен за Гуудуин, и Бен се опитва да посее съмнения, намеквайки, че Гуудуин има симпатии към Ана-Лусия Кортез. Няколко дни по-късно, Бен води Джулиет в гората, и по-специално до мястото, където лежи трупът на Гуудуин. Джулиет е шокирана, и обвинява Бен, че е желал смъртта му. Бен не отрича, и тя го пита защо. Разярен, той крещи, че би трябвало да знае защо – „Ти си моя!“. Внезапно, настроението му се променя коренно, и казва на Джулиет да остане колкото време ѝ е необходимо, и я оставя още по-разстроена.
По-нататък, Джулиет и Бен отиват в станция „Перла“, където наблюдават Джак чрез един от мониторите. Джулиет споменава, че го намира за привлекателен. Тя пита Бен за мотивите му за отвличането на Джак, на което той отговаря с методите му за принуждаване. След малко те напускат станцията, забравяйки уоки-токи, което Пауло взима.
Докато Майкъл е заложник, Джулиет го посещава и му съобщава, че Другите са му осигурили лодка, с която да напусне острова. Тя също споменава, че Уолт е „специален“. По-късно, Джулиет казва на Бен колко опасен става Уолт когато е в „Стая 23“. Бен казва на Джулиет, че той е само дете, но тя му показва няколко мъртви птици и казва, че едно дете не би направило това.

#### Сезон 3
На Джулиет е наредено да разпитва Джак, който е пленник в подводната част на станция „Хидра“. Отначало, Джак отказва да сътрудничи, почти наводнява станцията, но Джулиет успява да се справи с него. Често му носи храна, а когато е повикана да оперира Колийн, тя търси помощта на Джак. Колийн умира, и когато Джулиет отива на погребението, Бен я пита защо е показала на Джак рентгеновите му снимки. Когато ѝ е казано да убеди Джак да оперира Бен, тя пуска на Джак видеокасета, на която е записала послание, което казва на Джак да убие Бен по време на операцията, правейки го да изглежда като нещастен случай. Джак е отчаян докато държи Бен като заложник по време на операцията и в яда си разкрива плана на Джулиет, която твърди, че Джак блъфира. Бен се събужда по време на операцията и се договаря с нея да помогне на Кейт и Сойър да избягат, като в замяна ще я пусне да си тръгне от острова. Тя ги намира, но Пикет ги държи с насочен пистолет. Джулиет го убива на място. По-късно започва „процес“ срещу нея заради престъплението, но чрез сделка, сключена от Джак, Бен я спасява от екзекуция. Вместо това е маркирана под гърба си. Джак лекува раната ѝ, преди да се завърнат в „бунгалата“.
След завръщането ѝ, и след залавянето на Кейт и Саид, Бен я инструктира да навлезе в лагера на оцелелите и да вземе проби от Кейт, както и всички други жени на острова, които може би са бременни. Джулиет е завързана за Кейт с белезници, и се преструва, че също е обгазена и изоставена заедно с нея. Въпреки това, когато са преследвани от „Чудовището“, Джулиет отключва белезниците, и активира сонарната ограда. Двете се връщат при „бунгалата“, където Джулиет освобождава Саид. След това тя тръгва с останалите към плажа, като се ползва с протекциите на Джак. Когато отива да вземе лекарство за Клеър, избягва на косъм да бъде изтезавана от Саид и Сойър, и успява да успява да помогне на Клеър. Джулиет отвежда Сън в медицинската станция на ДХАРМА след като научава за бременността ѝ, и потвърждава, че е заченала на острова преди около два месеца. Малко по-късно Джулиет признава на Джак истинската причина да бъде в лагера им.
По-късно Кейт информира Джак и Джулиет за пристигането на Наоми, което ги кара да тръгнат незабавно. Те намират Даниел Русо в джунглата и измислят план. Когато се завръщат откриват, че Сойър е пуснал диктофона на Джулиет на останалите от лагера, разкривайки бележките, които е записала относно бременността на Сън. След това тя разкрива, че Другите са планирали да навлязат в лагера и да отвлекат бременните жени. Джулиет и Джак водят останалите в джунглата, за да им покажат своя план за поражение над Другите. Въпреки това, Карл пристига и ги предупреждава, че Другите вече са тръгнали. Джулиет споделя информация за станция Огледалото на Инициативата ДХАРМА, която се използва за блокиране на изходящи сигнали, преди повечето от хората от лагера да се отправят към радио кулата. След като узнава за плана на Саид, Джулиет целува Джак преди да се разделят и се присъединява към Сойър и неговата спасителна мисия. Двамата се отправят към плажа. След като Хърли прегазва един от оцелелите „Други“ с микробуса, Джулиет държи на прицел Том, а Сойър го застрелва хладнокръвно.

#### Сезон 4
В премиерата на сезона Джулиет, заедно със Саид, Сойър, Бернард и Джин, разпитват Дезмънд за предупреждението на Чарли преди той да умре. Хърли ги прекъсва и разпитва Дезмънд къде е Чарли. Дезмънд казва на всички, че Чарли е загинал, което разстройва всички. Джулиет по-късно присъства на сцената, в която Джак конфронтира Лок за убийството на Наоми, и оцелелите се разделят на две групи. Някои от тях като Сойър, Хърли и Клеър тръгват с Лок до бунгалата, защото вярват, че хората, които са пристигнали на Острова няма да ги спасят. Въпреки това, повечето, включително и Джулиет, остават с Джак, вярвайки, че ще бъдат спасени. Джулиет, заедно със Саид, обезоръжава Даниъл и Майлс, които държат Джак и Кейт на прицел. По-късно Франк разбира, че Джулиет не е била на самолета и я пита къде е Бен.
Когато Фарадей и Шарлот изчезват от лагера, без да кажат на никого, Джулиет и Джак отиват към джунглата, за да ги търсят. Джулиет среща Харпър – бившият ѝ психотерапевт, която ѝ поръчва да убие Фарадей и Шарлот по заповед на Бен, според когото двамата са се насочили към химическата станция Бурята, за да убият всички на острова. Джулиет и Джак намират Кейт на път за Бурята, но докато Джак помага на Кейт, която е завързана и в безсъзнание след като е ударена от Шарлот, Джулиет изчезва и тръгва към двамата новодошли от кораба сама. Тя ги намира докато изпълняват своята мисия в станцията и насочва пистолета си към Фарадей, след което Шарлот я атакува. Когато става ясно, че обезопасяват станцията, за да попречат на Бен да убие всички на острова, тя ги оставя. Когато се срещат отново отвън, и дискутират опасността от Бен, Джулиет и Джак се целуват.
Когато става ясно, че Джак страда от апендисит, Джулиет го оперира. След операцията Джулиет разкрива на Кейт, че са се целунали, но целувката е била само Джак да си докаже, че няма чувства към друга. След като Кейт напуска, Джулиет казва на Джак, че знае, че е буден и е чул разговора.
По-късно, когато Даниъл евакуира хора до Кахана, Джулиет решава да остане докато всички не са в безопасност. По-късно, Сойър се появява от океана и я вижда на плажа да пие бутилка ром. Той я пита какво празнува, а тя отговаря, че не празнува и му показва пушекът над океана. Сойър я пита „Това корабът ни ли е?“, а Джулиет отговоря „Беше.“ Минути по-късно, двамата изчезват заедно с острова и останалите му обитатели, когато той е преместен на нова локация.

#### Сезон 5
Джулиет остава с оцелелите от Полет 815, след като Островът е преместен. Тя и Сойър са атакувани от Другите. Двамата се сближават, което води до решението на Джулиет да остане заедно с другите оцелели и да се присъедини към Инициативата Дарма през 70-те. Пред следващите три години, тя и Сойър се влюбват и имат връзка. Те живеят заедно, когато Джак, Кейт и Хърли се завръщат.
Когато прикритието им пада, Джулиет и Сойър се опитват да избягат от Дарма. Те са заловени и качени на подводницата, за да напуснат острова, но бягат когато научават за плана на Джак да разруши Станция Лебед преди да бъде построена.
В поглед в миналото се разкрива, че родителите на Джулиет се развеждат, когато тя е дете. Те казват на нея и сестра ѝ, че още се обичат, но не им е писано да бъдат заедно. По-късно Джулиет повтаря тези думи на Сойър, вярвайки, че той още има чувства към Кейт. Тя решава да помогне на Джак, надявайки се, че ако планът му проработи, то тя никога няма да срещне Сойър и по този начин няма да го загуби.
Когато магнитните сили над Лебед се засилват в „Инцидентът“, Джулиет е завлечена от метална верига към дупката, която работниците копаят. Сойър и Кейт се опитват да я спасят, но Джулиет се пуска, за да не загинат и те с нея. Преди това, тя казва на Сойър, че го обича. Джулиет оцелява след падането и в най-последната сцена на петия сезон с последни сили удря водородната бомба, която Джак хвърля малко по-рано, докато тя не избухва.

#### Сезон 6
След избухването на бомбата, Джулиет и оцелелите се озовават напред във времето през 2007 година. Джулиет е ранена под развалините на бункера. Кейт я чува да вика за помощ и Сойър и останалите започват да я търсят. Сойър успява да достигне до нея и Джулиет казва, че двамата трябва да пият кафе някой ден и разкрива, че има да му казва нещо важно. Преди да му предаде посланието си обаче, тя умира от раните си. Сойър излиза от развалините, носейки мъртвото тяло на Джулиет и по-късно двамата с Майлс я погребват. Сойър кара Майлс да „разговаря“ с нея – той казва, че Джулиет е искала да му каже, че е „проработило“, но двамата не разбират какво. В епизода The Substitute фамилията на Джулиет – Бърк, е изписана на стената на Яков, задраскана с номер 55 до нея.

## Оценка на критиците
Моурийн Райън от „Чикаго Трибюн“ обявява Джулиет за „Най-добрата жена злодей за есента на 2006“, казвайки, че допреди третия сезон е смятала Бенджамин Лайнъс (Майкъл Емерсън) за „най-ужасяващия злодей“ в Изгубени, но Джулиет е дори по-страшна. Entertainment Weekly описва „интригантката Джулиет“ като „очарователна героиня“. Главният редактор на BuddyTV Джон Лачонис коментира епизода, в който Джулиет е централен персонаж One of Us като „може би най-перфектният епизод на Изгубени, създаван някога.“ В същата статия той хвали Елизабет Мичъл и нейната игра.
Елизабет Мичъл е номинирана за награда Еми за епизода One of Us („Една от нас“) в категорията „Най-добра поддържаща актриса в драматичен сериал“ на 59-ите награди Еми през 2007 година.